# Palau Loredan Cini
El Palau Loredan Cini és un complex arquitectònic de Venècia, situat al districte de Dorsoduro i amb vistes al Gran Canal, entre Campo San Vio i el Palau Balbi Valier. Es considera la unificació de dos edificis diferents.

## Història

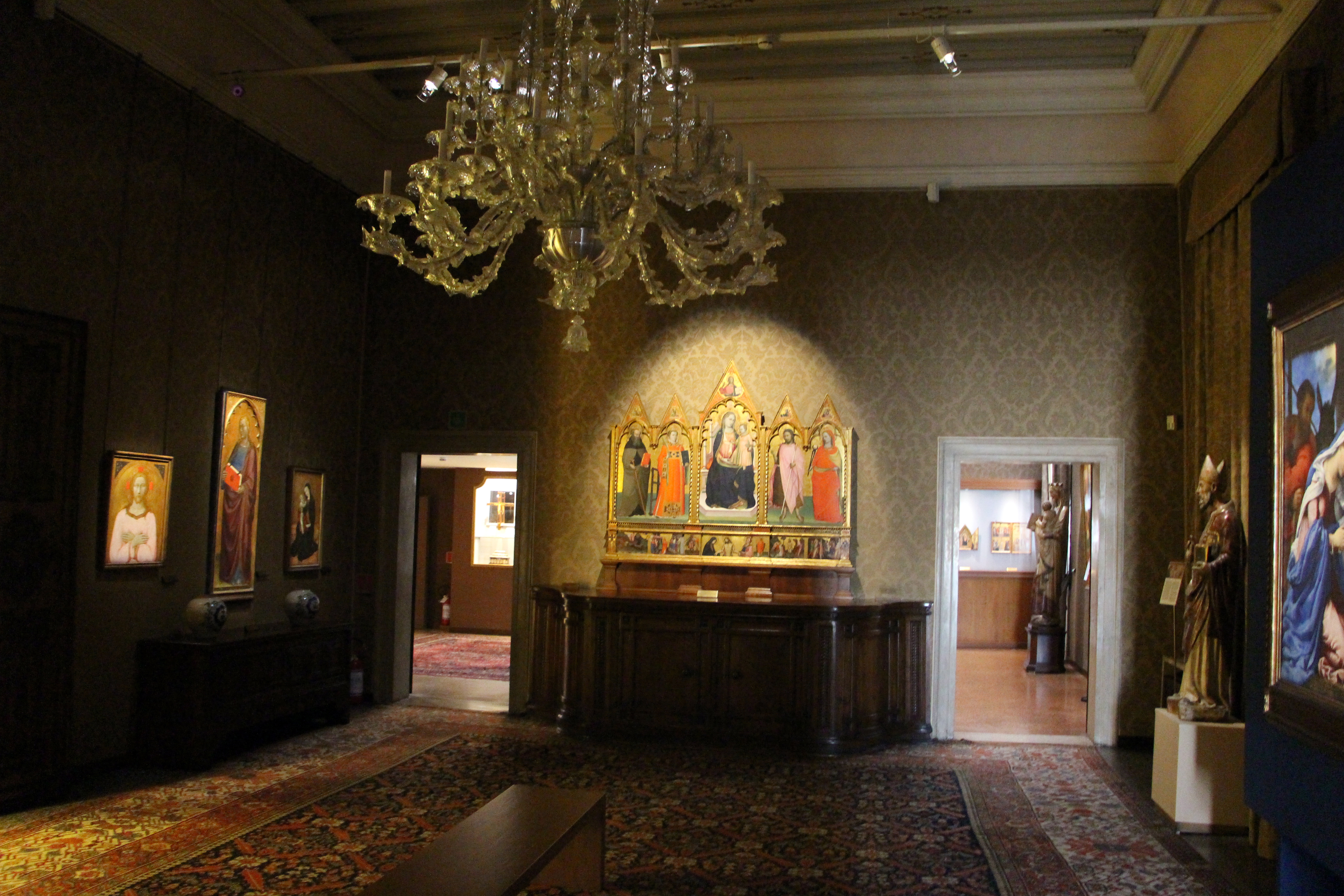
Interior

Construït a la segona meitat del segle XVI, va pertànyer a nombroses famílies nobles: fundat per la família Loredan, va passar després a les famílies Caldogno i Valmarana. Entre els segles XIX i XX va esdevenir la residència de Carles VII, així com la seu del carlisme, i després la residència del comte Vittorio Cini, juntament amb Giuseppe Volpi un dels principals industrials de l'època.
Sens dubte, es va fer conegut no només per les seves activitats polítiques vinculades al Partit Nacional Feixista i pel seu èxit en l'àmbit financer, sinó també per la mort prematura del seu fill, a qui va dedicar la Fundació Giorgio Cini, i per la restauració del complex monàstic de San Giorgio Maggiore. A la dècada del 1980, una de les filles de Vittorio Cini, Yana, va donar part de la col·lecció del seu pare i una part del palau (avui conegut com a Palau Cini) a la Fundació Giorgio Cini per tal que es pogués garantir la relació entre les obres i el context .La Galeria del Palau Cini originarà aquesta donació.

## Descripció
El palau, situat a la confluència de la principal via navegable de la ciutat i el rierol de Sant Vio, té tres façanes, ambdues austeres i amb una clara influència renaixentista .
- Façana al Gran Canal: mancada d'interès arquitectònic, s'estén per quatre plantes i es caracteritza per una successió de finestres amb mainells. Antigament estava decorada amb frescos de Giuseppe Porta, que ara han desaparegut.[4]
- Façana al canal de San Vio: de cinquanta metres de llargada, apareix dividida en dues seccions, cadascuna de les quals s'identifica com un edifici independent i correspon a un número de carrer diferent (respectivament Dorsoduro 732 i Dorsoduro 864). Domina el Campo San Vio de manera monumental, al qual està connectat per un pont privat. La secció dreta, caracteritzada per un imponent portal d'aigua i dos pentàfors, dialoga i s'integra amb l'altra, que té un impacte similar si no fos per la substitució de les finestres polifores per una serliana que culmina en finestres quadrangulars. Les altres finestres monofàl·liques, nues, no tenen cap importància artística, amb la feliç excepció de les de la planta principal, que són d'arc de mig punt.
- Façana posterior: amb vistes a la piscina Forner, presenta columnes de finestres monófores animades per la presència d'una serliana.